# 休学
休学（きゅうがく）は、学校に在籍する児童・生徒・学生が、病気その他の理由により、校長の許可をうけて、ある期間授業を受けない状態である。
なお日本の場合は、学校教育法に基づかない教育施設でも休学の実例はある（競馬学校など）。

## 小学校、中学校、義務教育学校、特別支援学校の小学部・中学部
小学校、中学校、義務教育学校、および特別支援学校の小学部・中学部では、比較的短期のものは保護者が診断書等をそえて校長に届け出るだけでよいが、相当長期にわたり、その学年の課程の修了を認めることができない程度にまで至るようであるならば、就学義務の猶予又は免除の手続をとる必要がある（昭和25年8月28日 文部省初等中等教育局長回答）。

## 高等学校、中等教育学校、特別支援学校の高等部、高等専門学校
高等学校、中等教育学校（前期課程・後期課程）、特別支援学校の高等部、および高等専門学校において休学する場合は、学校教育法施行規則（以下「施行規則」）第94条により校長の許可を受ける必要がある。なお、休学が相当長期間（1年間の総出席日数の5分の1から3分の1を越える期間）に及ぶ場合は進級に必要な出席日数が不足し、場合によっては留年することもある。

## 大学
大学（短期大学を含む）における休学は、学長（又は委任を受けた学部長）の許可が必要である。一般的に学期単位での休学となる。休学すると、在籍期間としてはカウントされない。したがって、休学した年月分だけ余計に卒業年月が延びることになる。また、休学期間は最長4年までとされており、それを超過すると除籍となる。

### 学費
休学期間の学費は、国公立大学の多くで全額免除となるが、私立大学においては対応はさまざまである。所定の施設設備費と半額程度の授業料が必要となる大学もある。

## 専修学校
専修学校（高等課程・専門課程・一般課程）における休学については、施行規則第181条により校長が定めることとなっている。